# Kamienica Fischerów w Łodzi
Kamienica Fischerów (Fiszerów) – kamienica znajdująca się w Łodzi przy ul. Piotrkowskiej 47, stanowiąca narożnik ul. Piotrkowskiej z ul. Zieloną. Została wpisana do rejestru zabytków nieruchomych województwa łódzkiego 2 grudnia 1993 z numerem A/344 oraz do Gminnej Ewidencji Zabytków miasta Łodzi z numerem 966.

## Historia

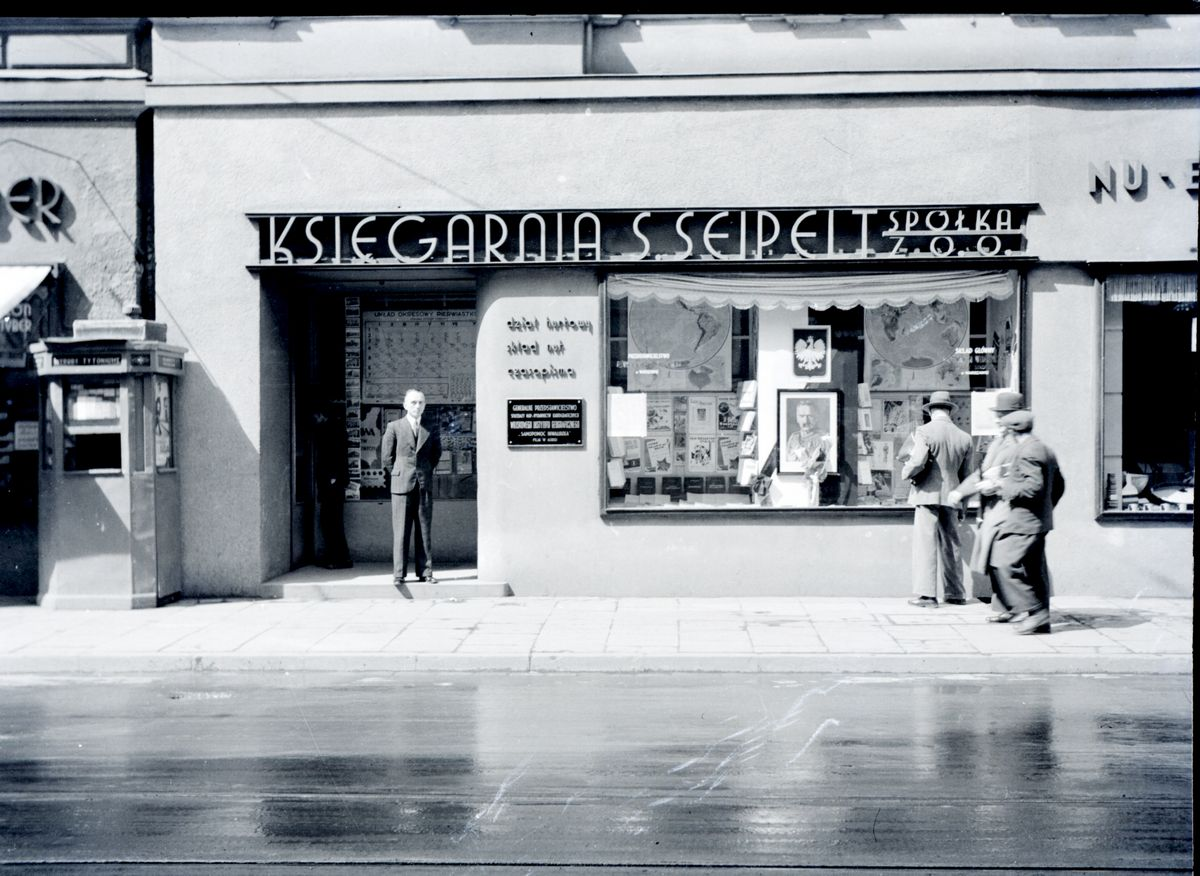
Księgarnia Szarlotty Seipelt, 1937

Posesja do 1850 roku miała nr porządkowy 116, a w latach 1850–1891 (jako nr hipoteczny) 786. W latach 50. XIX wieku na miejscu współczesnej kamienicy stał murowany, parterowy dom, który był własnością Jana Lebelta. Od 1853 roku w domu tym Fryderyk Sellin prowadził, uważaną za pierwszą w Łodzi, cukiernię.
Posesja oraz parterowy dom, od połowy lat 50. XIX wieku, była własnością rodziny Fischerów. W 1880 roku, w miejsce parterowego, została wybudowana trzykondygnacyjna kamienica. W roku 1895 została przebudowana. Dobudowano murowaną, dwupiętrową, podpiwniczoną część od strony ulicy Zielonej oraz nadbudowano drugie piętro nad istniejącą piętrową częścią domu. Posesja wraz z domem była własnością Fischerów do roku 1929.
Od 1882 roku Ludwik Fischer (1844–1900) prowadził księgarnię, najpierw przy ul. Piotrkowskiej 17 (odkupując istniejący skład książek od Cezara Richtera), a następnie przy ul. Próchnika 1 (od 1884 roku) i ul. Piotrkowskiej 48 (od 1896 roku). Na przełomie XIX i XX wieku od frontu kamienicy działał skład materiałów piśmiennych i papieru M.J. Tybera oraz księgarnia i skład nut R. Schatke. Po śmierci założyciela przedsiębiorstwo księgarsko-wydawnicze funkcjonujące pod nazwą „Ludwik Fiszer” prowadziła wdowa Melania Henrietta, która w roku 1918 przeniosła działalność do domu rodzinnego na ul. Piotrkowską 47. Kłopoty finansowe sprawiły, że w 1932 roku księgarnię przejęła Szarlotta Seipeltówna.
Oprócz księgarni na posesji na przestrzeni lat istniały również m.in.: skład win i wyrobów spirytusowych J. Hermesa (1888), skład główny wyrobów włókienniczych Juliusza Heinzla (1900), cukiernia (1904), krawiec męski (1918), zakład fryzjerski (1920), restauracja „Versailles” (1939). Po II wojnie światowej otwarto w kamienicy „Główną Księgarnią Wojskową” przemianowaną w połowie lat 50. XX wieku na księgarnię „Pegaz”. W 1956 roku uruchomiono tu tzw. probiernię nowości – miejsce, w którym prezentowano nowości wydawnicze. Księgarnia „Pegaz” istniała do 2010 roku.

## Architektura
Kamienica ma dwa jednoosiowe ryzality, które zostały zwieńczone trójkątnymi tympanonami. Nad oknami pierwszego piętra znajdują się tympanony w kształcie łuku. Pierwsze i drugie piętro jest oddzielone pilastrami. Ornamentacja fasady została zastosowana z umiarem.